# كلارك دورانت
كلارك دورانت (بالإنجليزية: Clark Durant)‏ هو محامي أمريكي، ولد في 13 مايو 1949 في ديترويت في الولايات المتحدة.